# 广西犬属
广西犬属（学名：Guangxicyon）是犬熊科下的一属已灭绝的食肉哺乳动物，生活在3700-3300万年前的中国西南地区。
广西犬属在2003年被描述，该属唯一的已知物种为模式种中美广西犬（Guangxicyon sinoamericanus）。